# Leamington FC
Leamington FC is een Engelse voetbalclub uit Leamington Spa, Warwickshire.

## Geschiedenis
In 2005 kwam de club in de media, doordat het vijf wedstrijden in de FA Cup wist te winnen, waardoor ze het hoofdtoernooi bereikten. In de eerste ronde verloren ze met 9-1 van Colchester United, een professionele voetbalclub die op dat moment zes divisies hoger speelde. Om deze memorabele gebeurtenis te vieren, kwam de Warwickshire Beer Company met Brakes Fluid, een biersoort die tijdelijk werd verkocht in de clubwinkel. Vanaf het seizoen 2008/09 werd de club samengevoegd met de Leamington Lions, het damesteam en de zogenaamde Leamington Junior Brakes jeugdploegen.
In 2013 promoveerde de club naar de Conference North. Na als dertiende te zijn geëindigd in hun eerste seizoen in de divisie, sloot de club het seizoen 2014/15 af in de degradatiezone en degradeerde terug naar de Southern League Premier Division. Ze eindigden als vijfde in 2015/16 en bereikten de play-off finale nadat ze Redditch United met 3-1 hadden verslagen na penalty's; ze verloren echter de finale met 2-1 van Hungerford Town. Een jaar later eindigde Leammington als runner-up in de Premier Division, en na Slough Town met 1-0 te hebben verslagen in de halve finale, dwongen ze ten koste van Hitchin Town promotie af naar de hernoemde National League North. In 2023 degradeerde de club naar het zevende niveau, de Premier Division. Dit gebeurde nadat de club op de 22e plaats was geëindigd. Door in de play-off finale Telford United te verslaan keerde Leamington na een jaar terug naar de National League North.